# 장춘궁
장춘궁(長春宮)은 자금성 내정 서6궁의 하나로, 서6궁 구역의 서쪽 중간에 위치한다.

## 역사
장춘궁은 자금성 내정 서6궁 중의 하나이다. 명 영락 18년 (1420년)에 건립되었고, 처음에는 궁명은 장춘궁(長春宮)이었고, 명 가정 14년 (1535년)에 영녕궁(永寧宮)으로 개칭했고, 명 만력 43년 (1614년)에 다시 장춘궁(長春宮)으로 복칭되었다. 청 강희 22년 (1683년)에 중수하였고, 이후로도 여러번 고쳤다. 함풍 9년 (1859년)에는 장춘궁의 궁문인 장춘문을 헐고, 계상궁 후전을 천당전으로 고쳤다. 함풍제가 편액을 하사했고, "체원전(體元殿)"이라 하였다. 장춘궁과 계상궁, 두 궁이 하나로 연결되면서 남북의 사진원이 형성되었다.
명나라 · 청나라 때 후궁의 거처였고, 명 천계 연간 이성비가 장춘궁에서 머물렀다. 청 건륭제의 정궁황후, 효현순황후가 머물렀고, 사후, 장춘궁에 영관을 안치했다. 서태후가 동치년인 광서 10년(1884년)까지 장춘궁에서 살았다. 《왕씨동화속록》에는 "함풍 11년, 상봉모후황태후가 장춘궁에 거처하며 이수하였다. 성모황태후는 장춘궁 평안실에 머물며 매일 몸소 문안드렸다"고 적었다. 《청목종실록》 " 함풍 11년 9월 갑인일, 상봉모후황태후 · 성모황태후가 환궁하다. 상례는 수이전을 찾아 모후황태후께 문안드리며 평안실의 성모황태후께 문안드린다." 라고 써있다.
융유태후는 태후가 되자 장춘궁으로 이주했다. 《선통정기》에는 "선통 원년 11월, 황태후의 휘호를 숭상하고, 장춘궁을 찾아 모후황태후에게 공손이 들어가 책을 연주했다"고 적혀 있다. 《청대내기주》에는 "선통 2년 1월 10일, 융유황태후 만수절, 관직 파견 태묘 후전, 장춘궁 황태후를 찾아뵙고 인사를 드린다."고 적혀 있다
장춘궁 정전 앞 처마에는 "장춘궁(長春宮)"이라는 가파른 현판이 걸려있다. 건륭 6년 (1741년), 건륭제는 영수궁의 가파른 현판 모양으로 11면 현판을 만들어 직접 써서 동6궁, 서6궁의 영수궁을 제외한 11궁의 정전에 각각 걸게하였다. 건륭제가 "자계한 후, 천 만년이 지난다해도 함부로 움직이지 말것, 비빈이 다른 궁으로 옮겨가거나 바꾸지도 말것"이라고 명을 내렸다.

## 장춘궁 내 건물
장춘궁의 주요 건물에는 다음과 같다.

### 장춘궁(長春宮)
장춘궁의 정전. 면적 5칸, 황유리와헐 산정이며, 복도를 나가고, 명간에 문이 열리며, 풍문과 죽문 치맛자락, 차간, 초간은 모두 난간으로 되어있고, 금지창이 있다.
앞쪽 복도 아래에는 '장춘궁(長春宮)'이라는 가파른 현판이 걸려있고, 양쪽에는 '월방구천소성제북아치(月傍九霄眾星齊北拱)', '산호만세선무서래(山呼萬歲爽靄自西來, 자희태후 제작)라는 대련이 있다.
현랑 안 처마 밑에는 '澂心正性'(함풍제 제작)이라는 현판이 걸려있고, 양 옆에는 '풍우화감조육막(風雨和甘調六幕), '성운경영삼계(星雲景榮三界)'라는 대련이 있다. 장춘궁 앞쪽과 오른쪽에 구리거북, 구리학이 한 쌍씩 배치되었다.

#### 장춘궁 서초간(西梢間)
서쪽 끝 북쪽의 천장부터 바닥까지 내려오는 난로가 있다. 침실로 사용한 곳이다.

#### 장춘궁 서차간(西次間)
북쪽의 꽃덮개 북쪽에는 온돌이 설치되어있다. 온돌 앞의 꽃덮개 남쪽에는 자단도장대등이 설치되어있다. 등불은 자단 테두리이고, 보물 뚜껑이 달린 유리 등잔이 있고, 보개 네 귀퉁이에 등불 이삭이 드리워져있고, 조명을 킬 수 있고, 거실 인테리어도 가능하다. 온돌 위에 온돌 탁자가 설치되어있다. 실내에는 발 디딤돌과 반원 테이블 등 가구도 마련돼 있다.

#### 장춘궁 명간(明間)
명간에는 지상왕좌가 설치되어 있다. 명간 안 북쪽 처마 남쪽을 향하여 "경수내측(敬修內則)이라는 현판을 걸었다 (건륭제가 제작). 청나라 말기, 서태후가 살았을 때, 장춘궁 후전(이정서사) 서실의 현판인 "덥흡육궁(德洽六宮)" (건륭제 제작)을 이곳으로 옮겨와 내걸었다. 명간 동쪽, 서쪽 양쪽에 커튼이 쳐져 있다. 동 · 서 차간으로 나뉜다.

#### 장춘궁 동차간(東次間)
동차간 동문 양쪽에는 대련인 '조경인시협사시(趙慶因時協四始)', '개소교태응삼양(開少交泰應三陽)' (조병충서(趙秉忠書, 상항 '어제구', 하항 '신조병충공집경서')이 있다. 동차간에는 북쪽에 있는 꽃덮개 북쪽에는 창 아래에 자단조각조안이 있고, 그 양옆에는 동 · 서벽에 한 쌍의 자단정이 세로로 놓여있다. 꽃덮개 바로 남쪽에는 향나무 한 쌍, 자단점취화조 한 쌍이 꽃혀 있다.

#### 장춘궁 동초간(東梢間)
동초간 북쪽의 천장부터 바닥까지 내려오는 난로가 있다. 침실로 사용한 곳이다. 동쪽 벽면에는 그림이 있는데, 양쪽에 '□□나경환원(□□납경환원간□,□□□□□□□) 라고 있다.

#### 이수전(응천경)
장춘궁 앞의 동배전. 면적 3칸. 앞은 복도로 되어있고, 모퉁이와 연결되어 각 전으로 통할 수 있다. 동·서랑 내벽에는 《홍루몽》 18점이 그려져 있다. 홍루몽을 소재로 한 거대한 벽화는 청나라 말기 작품이다. 이수전 앞 처마 밑에 '응천경' 현판을 내걸고 양옆으로 "만상이 모두 춘조봉관(万象皆春调凤琯), 팔방향이 홍균으로 바뀌었다(八方向化转鸿钧)"(강희제 제작)인 대련이 있다.

#### 승희전(수만방)
장춘궁 앞의 서배전. 면적 3칸, 앞은 복도로 되어있고, 모퉁이와 연결되어 각 전으로 통할 수 있다. 동·서랑 내벽에는 《홍루몽》 18점이 그려져 있다. 홍루몽을 소재로 한 거대한 벽화는 청나라 말기 작품이다. 승희전 앞 처마 밑에 '수만방' 현판을 걸고, 양쪽으로 '인유봉무중천서(麟游凤舞中天瑞), 해맑은 바람과 대지의 봄(日朗风和大地春)'(강희제 제작)인 대련이 있다.

#### 연극무대
장춘궁 남면. 체원전의 뒤에 있다. 장춘궁 안에 설치된 무대이다.

#### 병문
장춘궁 앞마당의 동북쪽 귀퉁이와 서북쪽 귀퉁이에 병문이 있어, 후전과 통한다. 병문에 '길경장구(吉慶長久)'라고 써있다.

### 이정서사(怡情書史)
장춘궁의 후전. 정전과 같은 시기에 건립되었다. 면적은 5칸, 동서에는 각각 사랑방이 3칸이 있다. 앞 처마 밑에는 '이정서사(怡情書史)'라는 현판이 걸려있다. 원래 이 전각의 명간 한 가운데에는 '덕협곤원(德協昆元)'이라는 현판(건륭제 제작)이 걸려 있었다. 서실에 '덕흡육궁(德洽六宫)'이라는 현판이 걸려 있었다. 청나라 말기에 '덕흡육궁(德洽六宫)'이라는 현판이 장춘궁 정전(正殿)으로 옮겨져 명간에 내걸렸다.

#### 익수재(益寿斋)
이정서사의 동배전. 면적은 3칸. 앞처마 밑에 '익수재(益寿斋)라는 현판이 걸려있다.

#### 악지헌(樂志軒)
이정서사의 서배전. 면적은 3칸. 앞처마 밑에 '악지헌(樂志軒)'이라는 현판이 걸려있다.

#### 정정(井亭)
뒷마당 동남쪽에 위치한 정자.

## 장춘궁에 기거했던 후궁

### 명나라

#### 천계제
- 성비 이씨

### 청나라

#### 건륭제
- 효현순황후 부찰씨 : 건륭제의 정궁황후. 생전 장춘궁에서 기거했다. 건륭 13년(1748년) "제남에서 쉬던 중 배 위에서 붕어했다." 붕어 한 후, 장춘궁에 영관을 안치했다. 건륭제는 "장춘궁은 효현순황후가 생전 살았던 곳이니 더 이상 사람이 살게하지 말고, 명절을 맞이할 때마다 효현황후의 상을 걸게하라"라고 명을 내렸다.

#### 동치제·광서제
- 서태후 : 동치제가 재위하던 시기부터 광서 10년 (1884년)까지 장춘궁에서 살았다.

#### 선통제
- 융유황태후 : 태후가 된 후, 장춘궁으로 이주했다.
- 숙비 문수 : 1922년에 입궁하여 1924년 푸이를 따라 출궁. 문수가 궁에서 살던 시절, 장춘궁에서 살았다.

## 같이 보기
- 자금성
- 서6궁
- 영수궁(永壽宮)
- 익곤궁(翊坤宮)

- 저수궁(儲秀宮)

- 태극전(太極殿, 계상궁(啓祥宮))
- 함복궁(咸福宮)